# Pose (série télévisée)
Pour les articles homonymes, voir Pose.
Pose est une série télévisée américaine en 25 épisodes de 58–78 minutes, créée par Ryan Murphy, Brad Falchuk et Steven Canals, diffusée entre le 3 juin 2018 et le 6 juin 2021 sur FX et en simultané sur FX Canada.
Se déroulant dans la ville de New York à la fin des années 1980, la série explore le milieu de la scène ball et du voguing.
En France et en Suisse, la série a été diffusée sur Canal+ Séries en version originale entre le 6 juin 2018 et le 7 juin 2021 et en version française à partir du 2 septembre 2018 et depuis le 19 juin 2024 sur Disney+. La série est egalement disponible en Belgique sur la plate-forme RTL Play.
Lors de son lancement, la série a reçu un accueil extrêmement favorable, lui valant d'être nommée pour des récompenses prestigieuses telles que les Golden Globes. La série a également eu un impact fort auprès de la communauté LGBT, notamment car elle met en scène la plus grande distribution d'actrices trans de l'histoire de la télévision.

## Synopsis
Pose explore le New York de la fin des années 1980 et se penche sur les vies de plusieurs personnages de mondes et cultures différents. Elle aborde également l'émergence de scène culturelle et littéraire underground et queer noire et latino comme la Ball culture, la vie des quartiers populaires et l'arrivée du monde du luxe à l'aube de l'ère Trump.
La série suit notamment Blanca Rodriguez, une femme trans et membre de la maison Abundance, dirigée par la très froide Elektra et qui est considérée comme la maison imbattable lors des bals. Néanmoins, elle décide un jour de quitter la maison, désirant échapper au comportement égocentrique d'Elektra mais également pour ouvrir sa propre maison pour concourir lors des bals, la maison Evangelista.
Elle prend sous son aile Damon Richards, un jeune homosexuel à la rue depuis la découverte de son orientation sexuelle par ses parents, et devient sa mère. Damon a un rêve, celui de devenir danseur professionnel, que Blanca va aider à réaliser. Elle devient aussi la mère d'Angel, également une ancienne membre de la maison Abundance et qui est amoureuse de Stan Bowes, un homme marié et travaillant à la Trump Tower.

## Distribution

### Acteurs principaux
- Mj Rodriguez (VF : Annabelle Roux) : Blanca Rodriguez-Evangelista
- Dominique Jackson (VF : Marie Bouvier) : Elektra Abundance
- Billy Porter (VF : Mike Fédée) : Pray Tell
- Indya Moore (VF : Laëtitia Laburthe) : Angel Evangelista
- Ryan Jamaal Swain (VF : Antoine Fleury) : Damon Richards-Evangelista
- Dyllón Burnside (VF : Boris Agondanou) : Ricky Evangelista
- Hailie Sahar (VF : Juliette Poissonnier) : Lulu Abundance
- Angel Bismark Curiel (VF : Jonathan Gimbord) : Esteban Martinez dit Lil Papi Evangelista
- Angelica Ross (VF : Soleima Arabi) : Candy Ferocity (saisons 1 et 2 - invitée saison 3)
- Evan Peters (VF : Hervé Grull) : Stan Bowes (saison 1)
- Kate Mara (VF : Nathalie Bienaimé) : Patty Bowes (saison 1)
- James Van Der Beek (VF : Thierry Wermuth) : Matt Bromley (saison 1)
- Charlayne Woodard (VF : Marie-Noëlle Eusèbe) : Helena St. Rogers (saison 1 - invitée saison 2)
- Sandra Bernhard : Judy Kubrak (saisons 2 et 3 - invitée saison 1)
- Jason A. Rodriguez (VF : Juan Llorca) : Lemar Abundance (saison 3 - récurrent saisons 1 et 2)

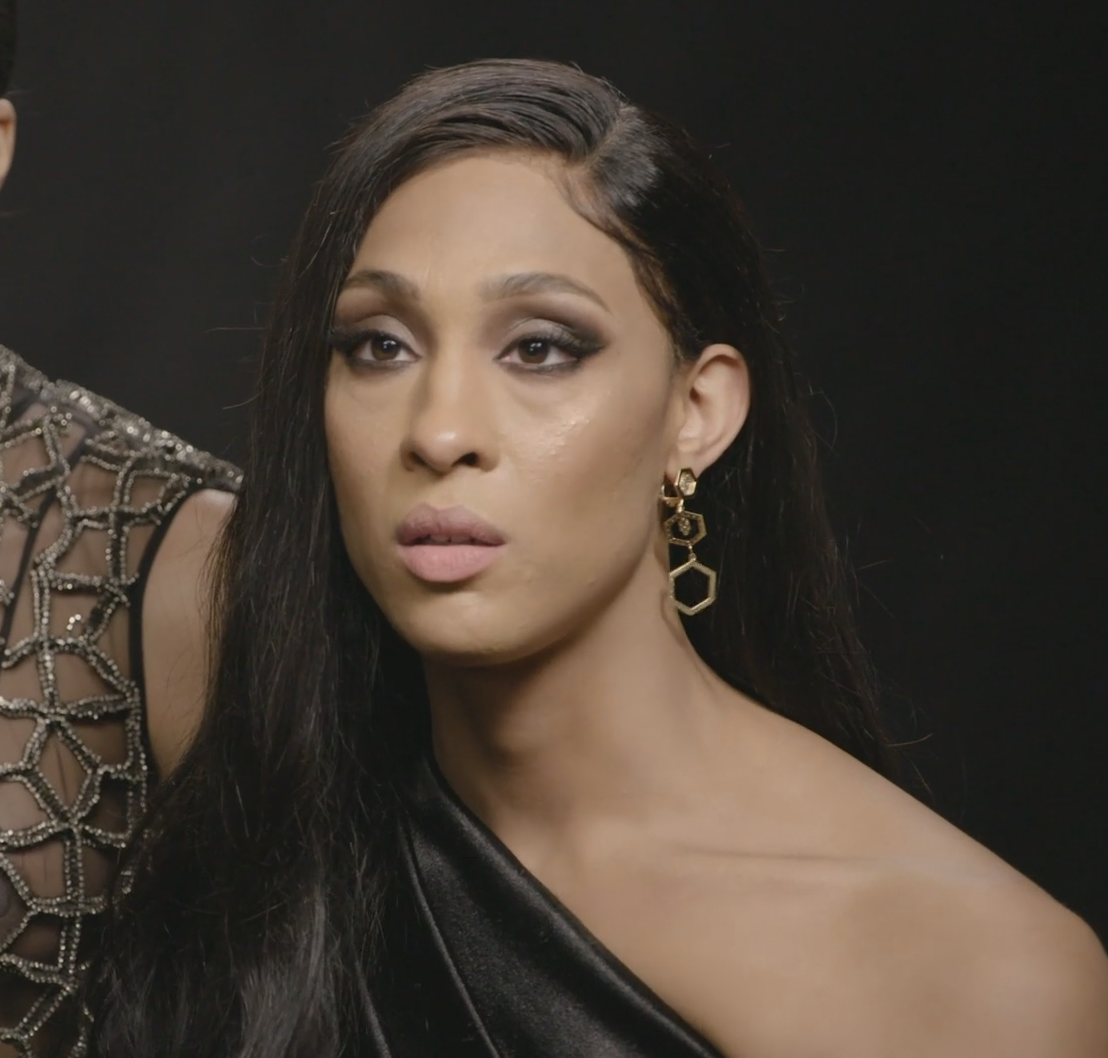
Mj Rodriguez interprète Blanca.
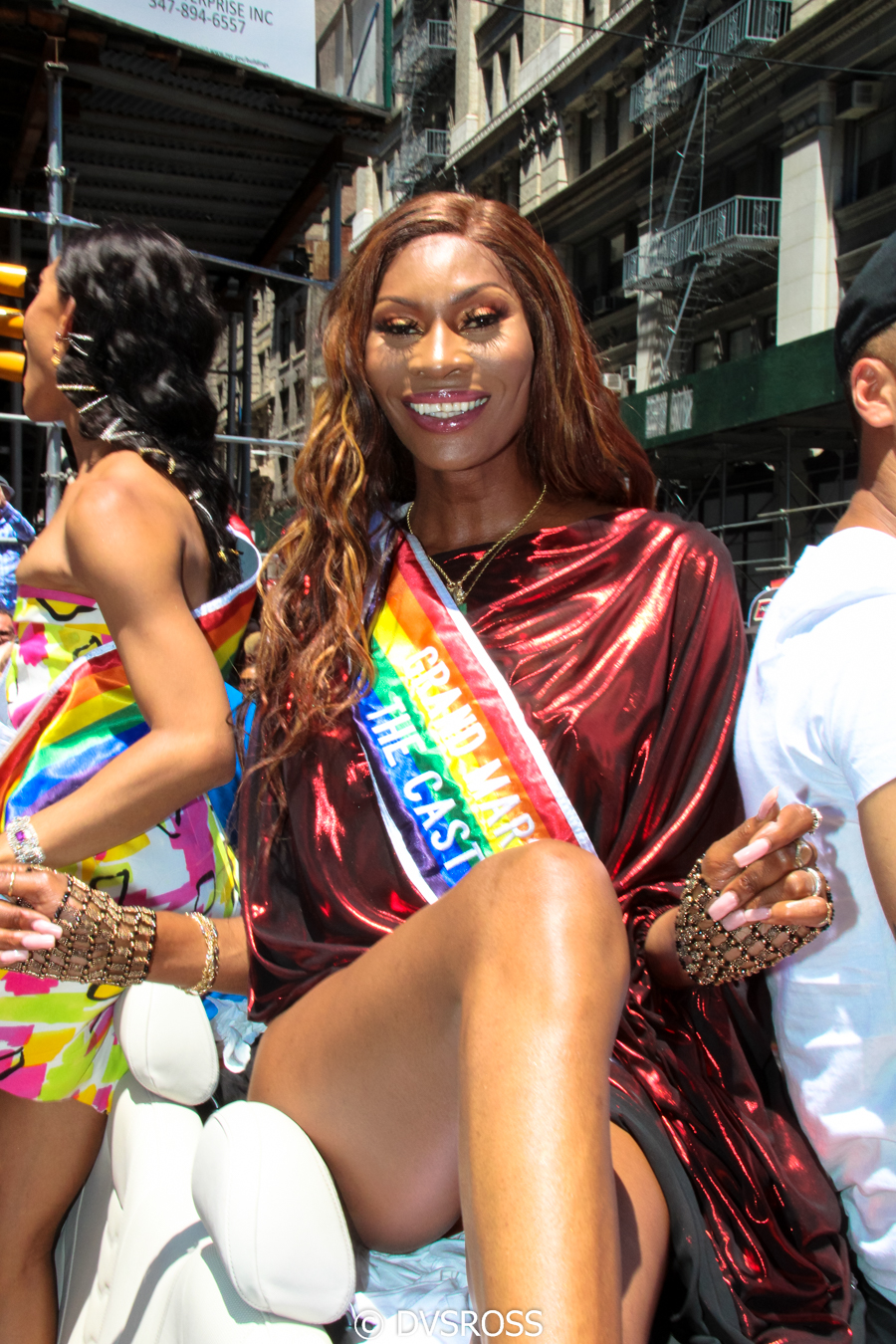
Dominique Jackson interprète Elektra.
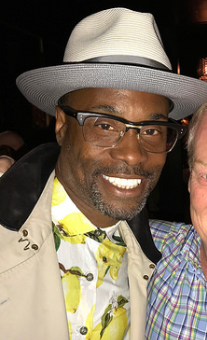
Billy Porter interprète Pray Tell.
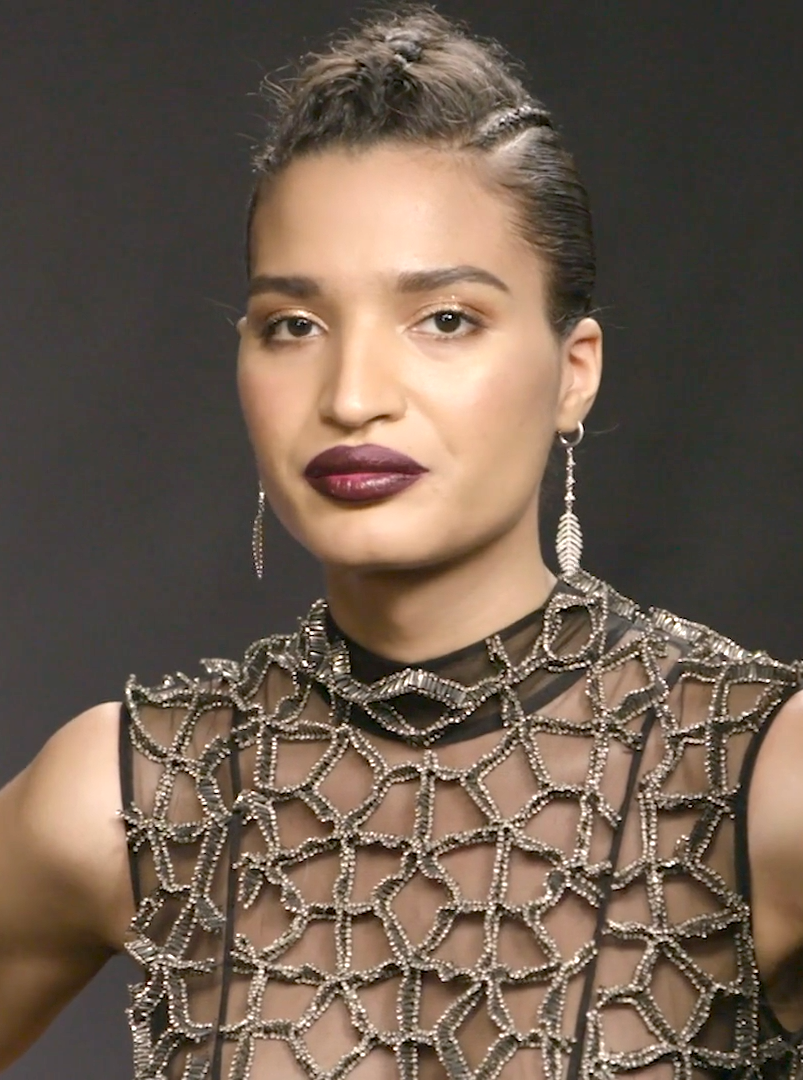
Indya Moore interprète Angel.
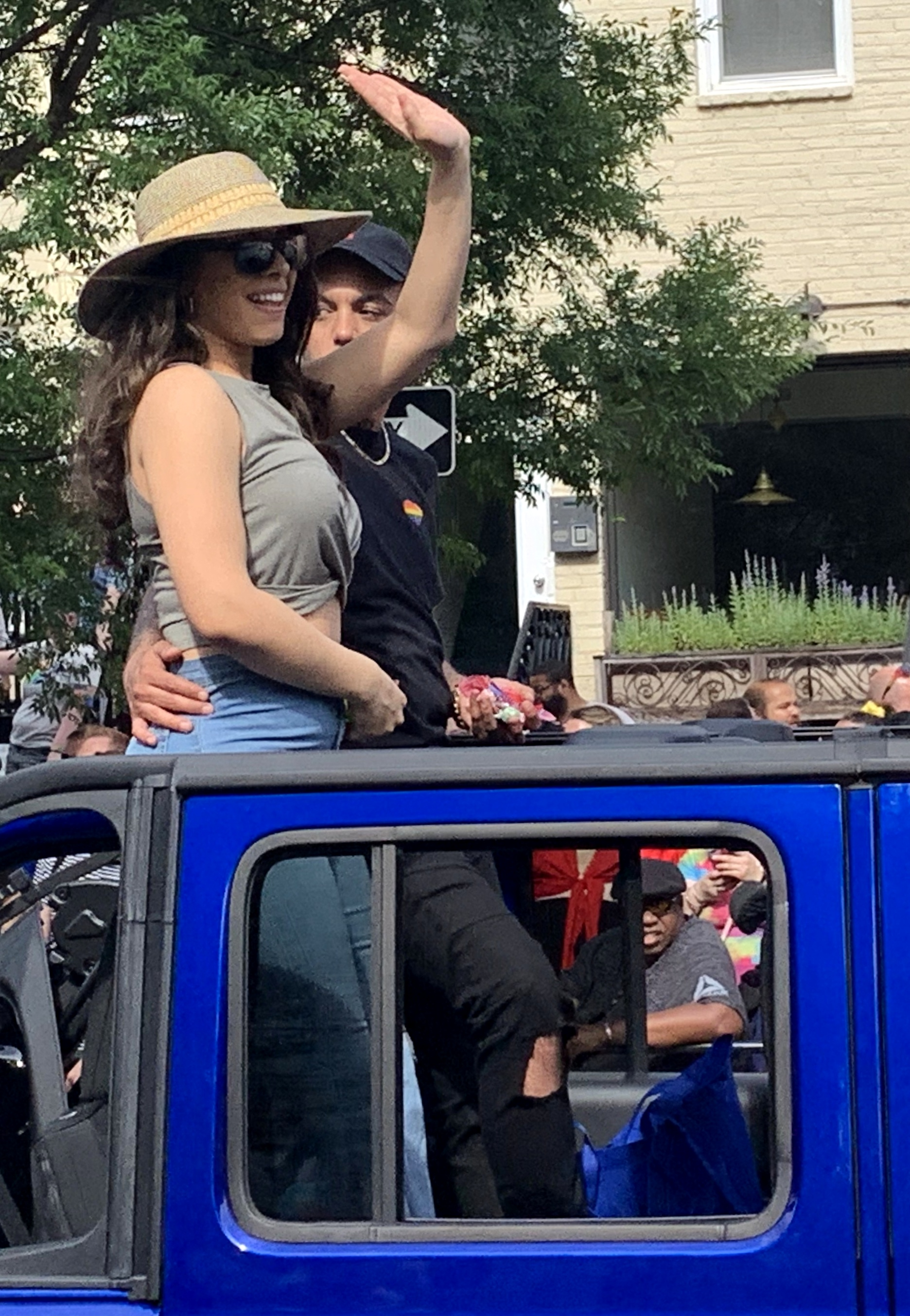
Hailie Sahar interprète Lulu.
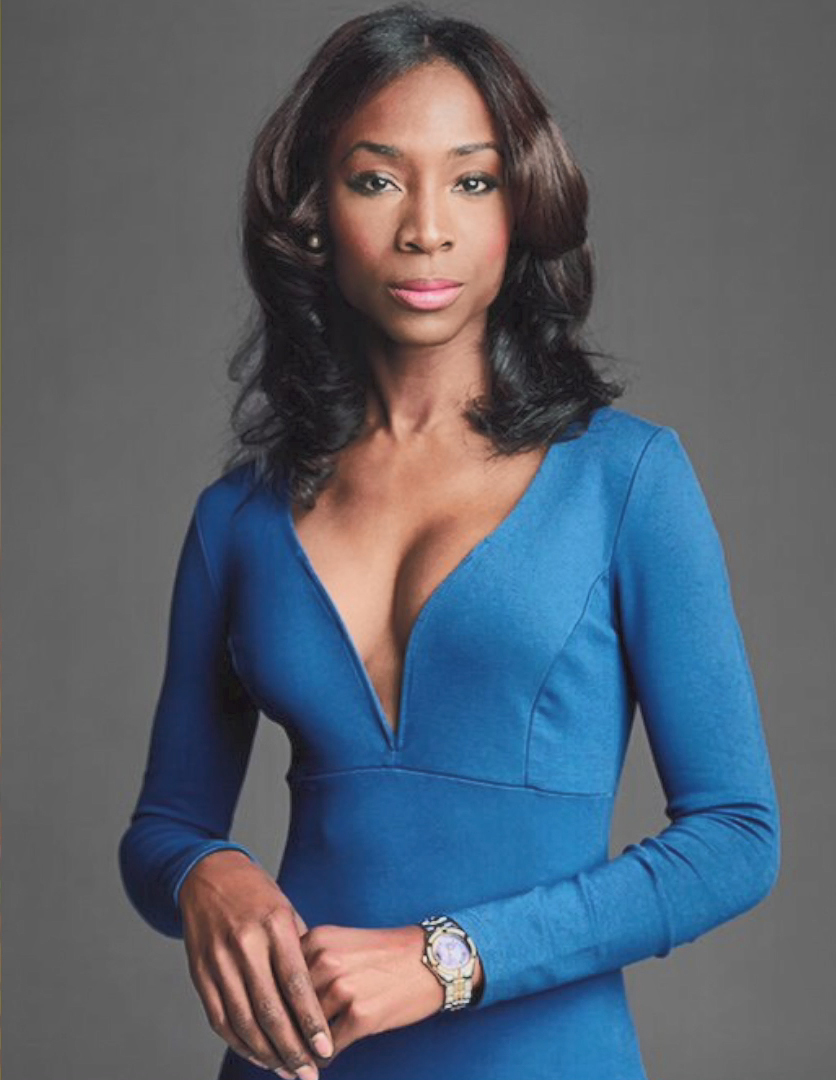
Angelica Ross interprète Candy.
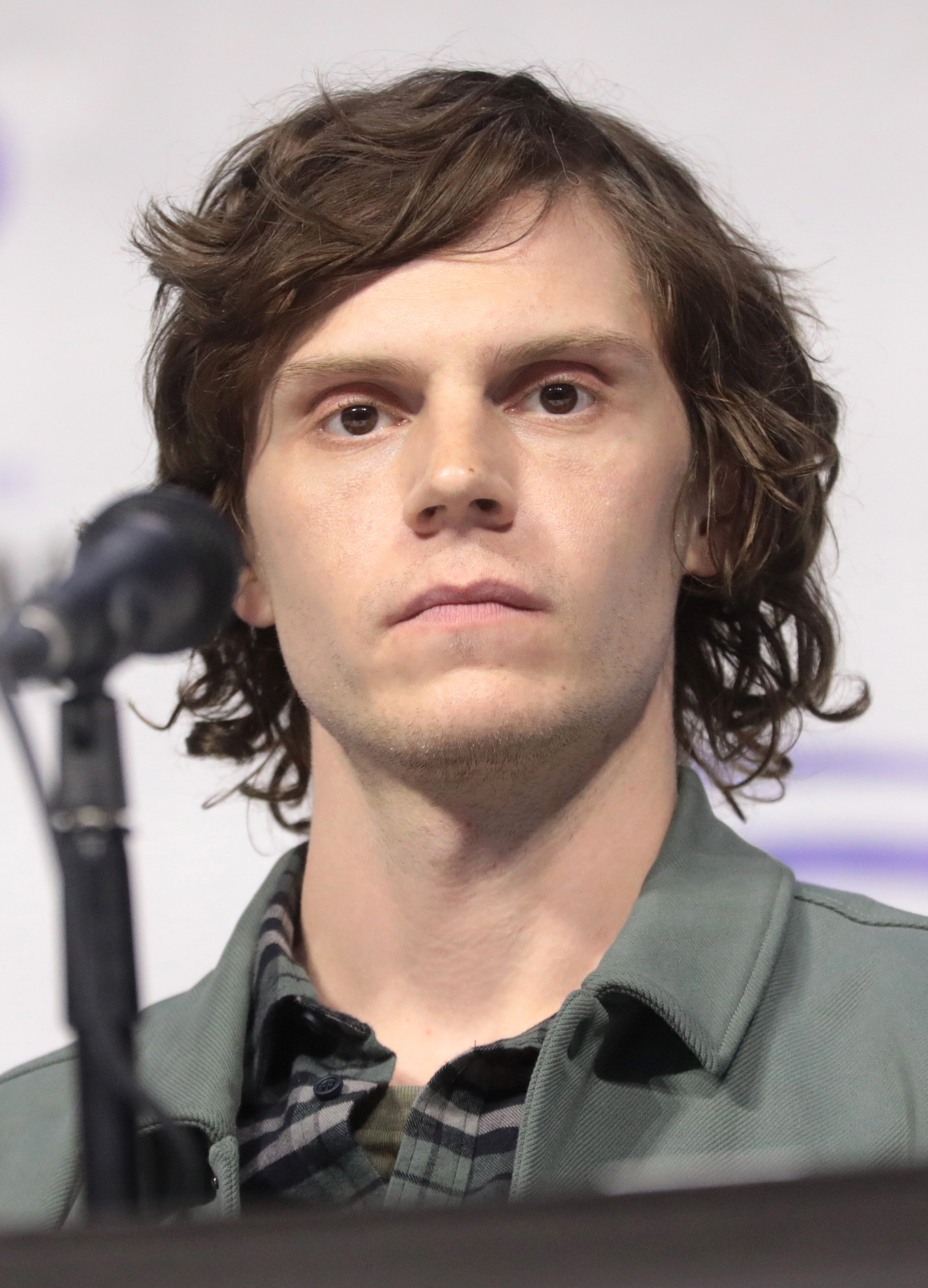
Evan Peters interprète Stan.
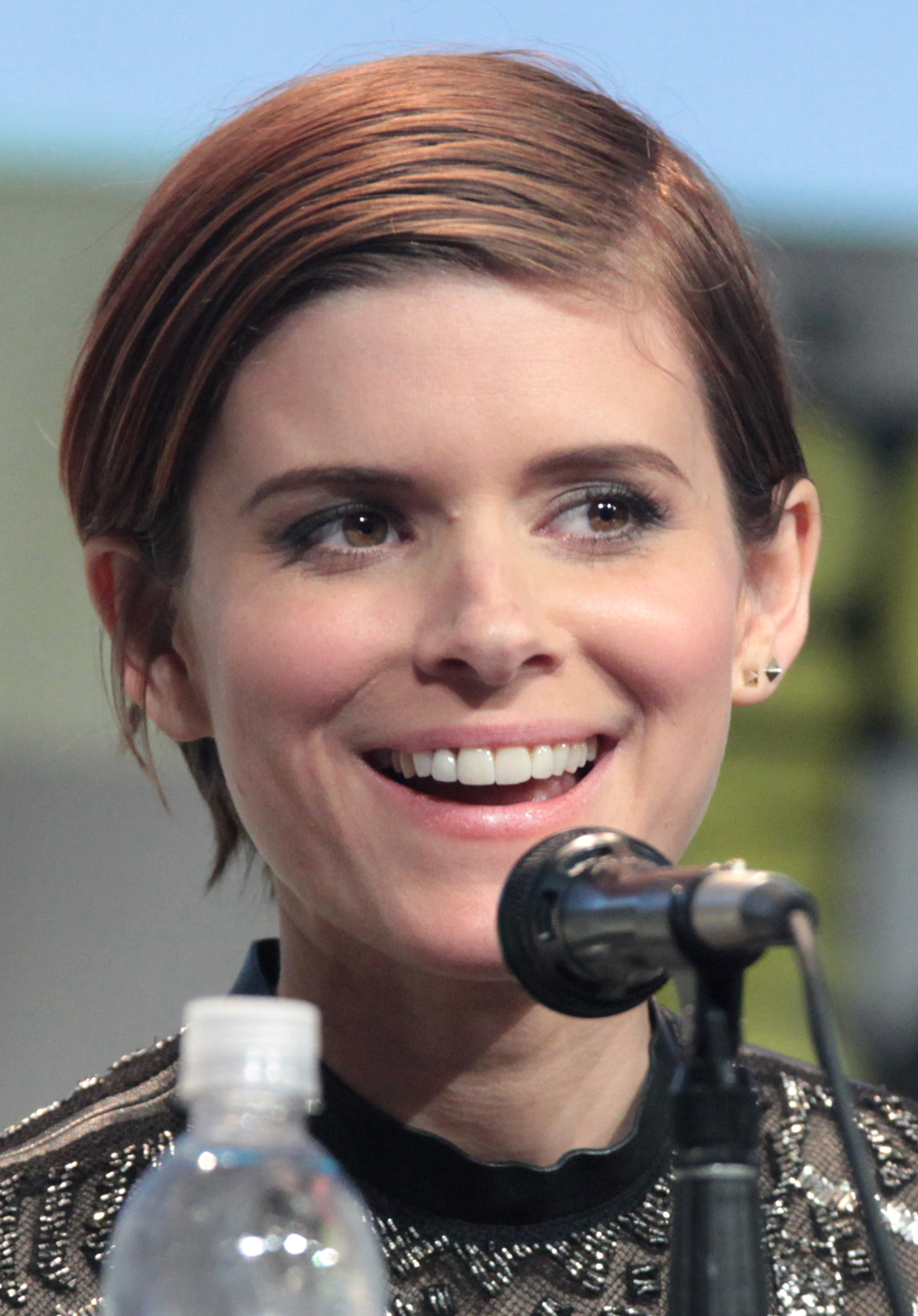
Kate Mara interprète Patty.
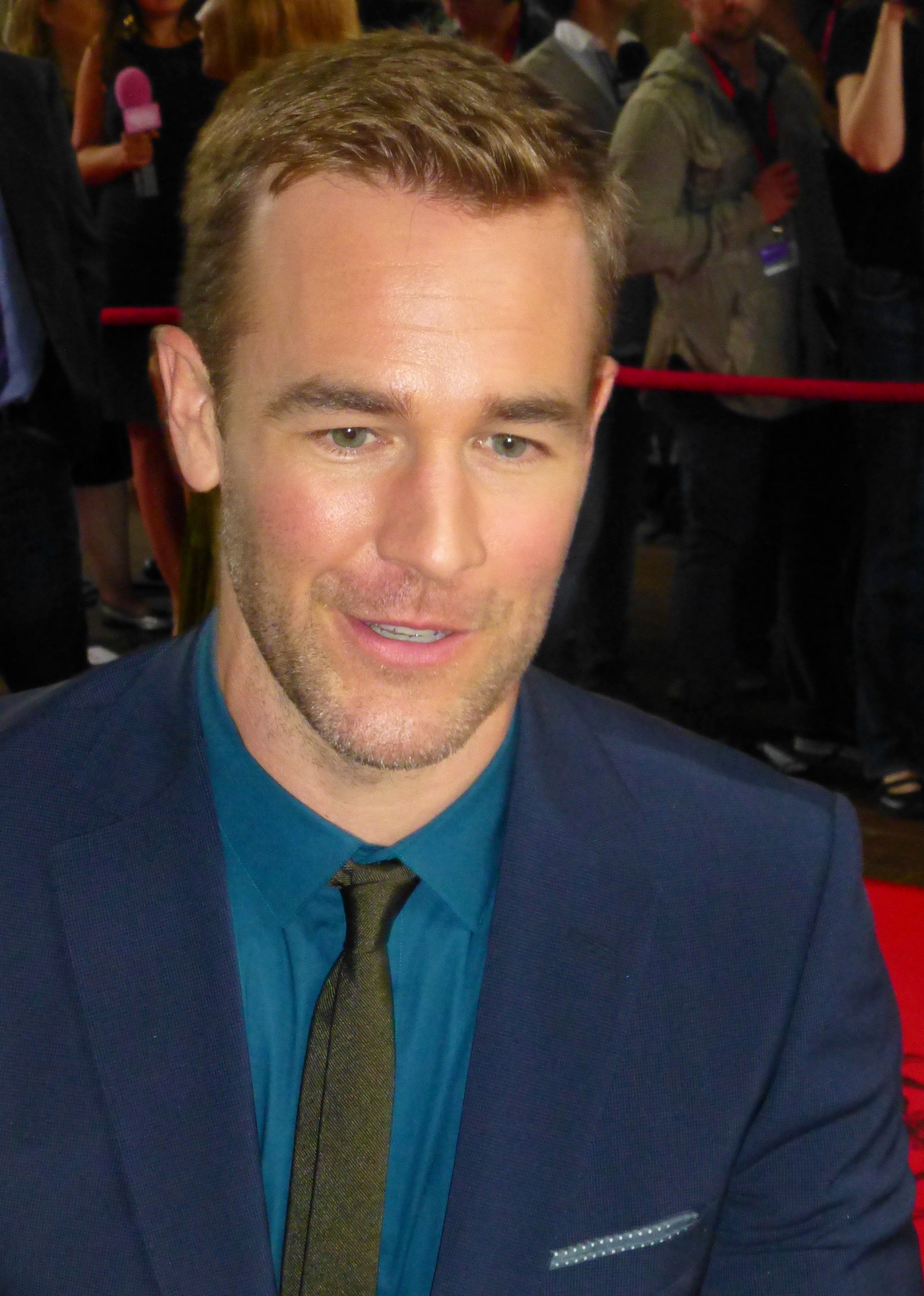
James Van Der Beek interprète Matt.
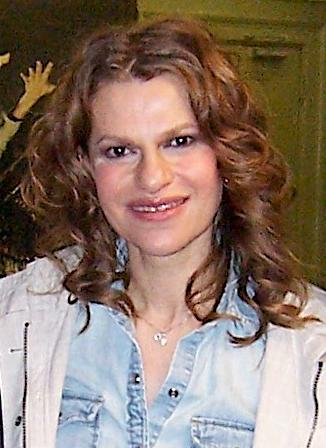
Sandra Bernhard interprète Judy.

### Acteurs récurrents
- Jeremy McClain (VF : Xavier Couleau) : Cubby Abundance
- Kathryn Erbe (VF : Anne Rondeleux) : Dr Gottfried (saison 1)
- Jonny Sibilly : Costas (saison 1)
- Samantha Grace Blumm : Amanda Bowes (saison 1)
- Christopher Meloni (VF : Jérôme Rebbot) : Dick Ford (saison 1)
- Leiomy Maldonado : Florida Ferocity (saisons 2 et 3 - invitée saison 1)
- Jack Mizrahi (VF : Nicolas Justamon) : Jack (saisons 2 et 3 - invité saison 1)
- Alexia Garcia : Aphrodite Xtravaganza (saison 2 - invitée saison 1)
- Bianca Castro : Veronica Ferocity (saison 2 - invitée saison 1)
- Brielle Rheames : Silhouette Wintour (saison 2)
- Dashaun Wesley (VF : Françoua Garrigues) : Shadow Wintour (saison 2)
- Damaris Lewis (en) : Jazmine Wintour (saison 2)
- Patti LuPone (VF : Julie Carli) : Frederica Norman (saison 2)
- Trudie Styler (VF : Monique Nevers) : Eileen Ford (saison 2)
- Jeremy Pope : Christopher (saison 3)

 Source et légende : version française (VF) sur RS Doublage et DSD Doublage.

## Production

### Développement
En mars 2017, FX annonce la commande d'un épisode pilote centrée sur la communauté LGBT+ dans le New York de la fin des années 1980. Le pilote est écrit par Ryan Murphy, Brad Falchuk et Steven Canals, qui produisent le pilote aux côtés de Nina Jacobson, Brad Simpson et Sherry Marsh, par le studio habituel de Murphy et Falchuk, 20th Century Fox Television, via ses filiales Fox 21 Television Studios et FX Productions. Les chorégraphies de la série sont créées par Leiomy Maldonado et Danielle Polanco. Il a été annoncé ultérieurement que Janet Mock et Our Lady J avaient rejoint l'équipe de scénaristes et participaient à la production.
En décembre 2017, FX commande une première saison de huit épisodes pour la série.
En juillet 2018, FX annonce le renouvellement de la série pour une deuxième saison qu'elle lance en 2019. L'année suivante, la chaîne renouvelle une nouvelle fois la série pour une troisième saison, après seulement trois épisodes de la seconde saison, et l'annonce pour 2020.
Le 5 mars 2021, FX annonce que la saison 3 sera la dernière.

### Distributions des rôles

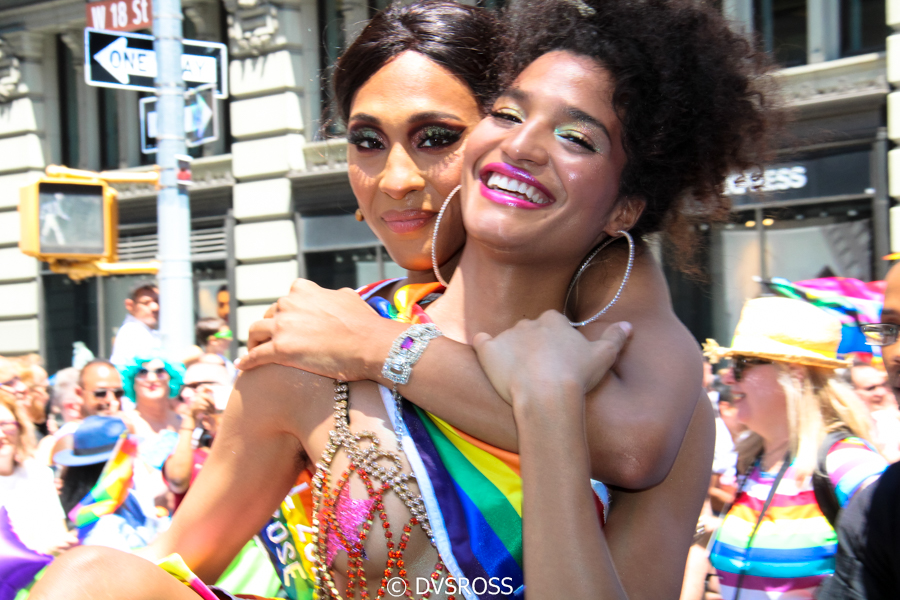
Mj Rodriguez et Indya Moore lors de la Marche des fiertés de New York en 2019.

La série est interprétée par la plus grande distribution d'actrices transgenres de l'histoire de la télévision. En plus des cinq actrices principales transgenres, la série introduit le long de ses huit épisodes plusieurs autres personnages secondaires trans interprété par des actrices trans.
En octobre 2017, il est annoncé que les actrices Mj Rodriguez, Indya Moore, Dominique Jackson, Hailie Sahar et Angelica Ross ont rejoint la distribution principale de la série. Les acteurs Ryan Jamaal Swain, Billy Porter et Dyllon Burnside sont également annoncés.
L'habitué des productions de Ryan Murphy, Evan Peters rejoint ensuite la distributions aux côtés de Kate Mara, James Van Der Beek et Tatiana Maslany. Néanmoins, Maslany quitte la série en décembre, l'équipe ayant décidé de changer l'ethnicité et l'âge de son personnage. Charlayne Woodard reprend le rôle le même jour.
En septembre 2018, l'actrice Sandra Bernhard, qui interprétait l'infirmière Judy Kubrak au cours d'un épisode de la première saison, signe pour rejoindre la distribution principale à partir de la deuxième.
En avril 2020, Jeremy Pope rejoint la distribution de la troisième saison.

### Tournage
Le tournage du pilote débute en octobre 2017 à New York. Une fois la série commandée, le tournage des épisodes restant débute en février 2018.

## Épisodes
| Saisons | Saisons | Nombre d'épisodes | Diffusion originale | Diffusion originale |
| Saisons | Saisons | Nombre d'épisodes | Début de saison     | Fin de saison       |
| ------- | ------- | ----------------- | ------------------- | ------------------- |
|         | 1       | 8                 | 3 juin 2018         | 22 juillet 2018     |
|         | 2       | 10                | 11 juin 2019        | 20 août 2019        |
|         | 3       | 8                 | 2 mai 2021          | 6 juin 2021         |

### Première saison (2018)
Composée de huit épisodes, elle a été diffusée entre le 3 juin et le 22 juillet 2018.
1. On prend la pose ! (Pilot)
2. L'Ambition des exclus (Access)
3. Donner et recevoir (Giving and Receiving)
4. La Fièvre (The Fever)
5. La Fête des mères (Mother's Day)
6. Quand on a que l'amour (Love Is the Message)
7. Grandeur et décadence (Pink Slip)
8. Victoire (Mother of the Year)

### Deuxième saison (2019)
Composée de dix épisodes, elle a été diffusée entre le 11 juin et le 20 août 2019.
1. Tous ensemble (Acting Up)
2. La Manière forte (Worth It)
3. Le Secret (Butterfly/Cocoon)
4. Candy, reine de la nuit (Never Knew Love Like This Before)
5. Dans les pas de Candy (What Would Candy Do?)
6. L'amour a grand besoin d'amour (Love’s in Need of Love Today)
7. Des modèles au top (Blow)
8. Révélations (Revelations)
9. Week-end à la plage (Life's a Beach)
10. Le Défi (In My Heels)

### Troisième saison (2021)
Cette dernière saison de huit épisodes a été diffusée entre le 2 mai 2021 et le 6 juin 2021.
1. Fuir pour survivre (On the Run)
2. Opération désintox (Intervention)
3. La malle (The Trunk)
4. L'évangile selon Pray Tell (Take Me to Church)
5. Mariage en vue (Something Borrowed, Something Blue)
6. Projets d'avenir (Something Old, Something New)
7. Dernière catégorie (Series Finale (Part I))
8. titre français inconnu (Series Finale (Part II))

## Accueil

### Critiques
La série a reçu des critiques très positives sur le site agrégateur de critiques Rotten Tomatoes, recueillant 96 % de critiques positives, avec une note moyenne de 7,65/10 sur la base de 49 critiques collectées. La série obtient uniquement deux critiques négatives sur le site. Elle obtient le statut « Frais », le certificat de qualité du site. Le consensus critique établi par le site résume que la série est pleine d'énergie, d'équilibre et de confiance. Pour la critique la série est un bon équilibre entre opulence artistique et série dramatique qui permet une nouvelle addition fraîche à l'univers de Ryan Murphy. Sur Metacritic, la série reçoit également des critiques positives avec une note de 75/100 basée sur 27 critiques collectées.
Elle est ce qu'il y a eu de meilleur à la télévision en 2018 d'après Vice. L'accueil dans la presse française est également très positif. Télérama parle d'un « mélange de comédie débordant d’une joie contagieuse et de drame intimiste douloureux » et salue « la plus large distribution transgenre de l’histoire des séries ». Le Figaro évoque une « sincérité et un humanisme émouvants ». Pour le magazine Komitid, la série est « une franche réussite, émouvante, importante et extravagante ». La série est décrite comme bienveillante et réaliste par la communauté voguing. Dans Libération, Florian Bardou explique que malgré un scenario sans extravagance, la série rend hommage à une culture avant-gardiste qui avait été « rayée de l’histoire officielle du mouvement LGBT », et réhabilite des héros et héroïnes oubliées. En revanche, Didier Lestrade critique le manque de réalisme historique des costumes et de la musique ainsi que le manque de scènes de voguing dans la première saison.
Dans 20 Minutes, Anne Demoulin conclut:

« Derrière les postures des séquences baroques et clinquantes à la RuPaul's Drag Race, les chorégraphies disco à la Fame, les répliques bitchy façon Feud et les costumes glitter version GLOW, Ryan Murphy montre des héros LGBTQ fragiles en quête d’amour et de sens, bien moins poseurs que les golden boys de Wall Street. Une pépite qui va égayer cet été ! »

À la suite de l'accueil extrêmement favorable de la série par la communauté LGBT, Mj Rodriguez, Indya Moore, et Dominique Jackson sont nommées « grand marchals » en français : « grands maréchaux » de la Marche des fiertés de New York en 2019.
La deuxième saison reçoit également un accueil positif sur Rotten Tomatoes, recueillant 97 % de critiques positives, avec une note moyenne de 8,25/10 sur la base de 38 critiques collectées, ce qui lui permet d'obtenir son second « Frais ». Le consensus critique établi par le site résume que la seconde saison de Pose arrive à maintenir un équilibre dans façon se mettre en scène une réalité difficile mais tout en gardant une part de glamour.
Néanmoins, malgré ces bonnes critiques et le fait que les performances des actrices sont plébiscitées, ces dernières ne sont primées que dans le cadre de cérémonies centrées sur la communauté LGBT. En 2020, Billy Porter est nommé pour la deuxième année consécutive pour le prix du meilleur acteur dans une série télévisée dramatique à la 72e cérémonie des Primetime Emmy Awards; les actrices de la série ne sont toujours pas sélectionnées, ce qui est interprété comme un « raté », et une démonstration du cissexisme de l'industrie cinématographique,,.

### Audiences
| Saisons | Diffusion      | Chaîne | Nombre d'épisodes | Lancement    | Lancement       | Final           | Final           | Téléspectateurs (en moyenne) |
| Saisons | Diffusion      | Chaîne | Nombre d'épisodes | Date         | Téléspectateurs | Date            | Téléspectateurs | Téléspectateurs (en moyenne) |
| ------- | -------------- | ------ | ----------------- | ------------ | --------------- | --------------- | --------------- | ---------------------------- |
| 1       | Dimanche, 21 h | FX     | 8                 | 3 juin 2018  | 688 000         | 22 juillet 2018 | 781 000         | 645 000                      |
| 2       | Mardi, 21 h    | FX     | 10                | 11 juin 2019 | 672 000         | 20 août 2019    | 536 000         | 541 000                      |
| 3       | Dimanche, 22 h | FX     | 8                 | 2 mai 2021   | 498 000         | 6 juin 2021     | 485 000         |                              |

## Distinctions
Sauf indication contraire, les informations mentionnées dans cette section peuvent être confirmées par la base de données cinématographiques IMDb,  présente dans la section « Liens externes ».
| Année | Prix                                    | Catégorie                                                                                          | Nommé                                                                                              | Résultat   |
| ----- | --------------------------------------- | -------------------------------------------------------------------------------------------------- | -------------------------------------------------------------------------------------------------- | ---------- |
| 2018  | Gotham Independent Film Awards          | Nouveauté long format de l'année                                                                   | Pose                                                                                               | Nomination |
| 2018  | American Film Institute Awards          | Top 10 des programmes télévisées de l'année                                                        | Pose                                                                                               | Lauréat    |
| 2018  | The Trevor Project Gala                 | Honneurs pour services rendus à la jeunesse LGBTQ+ (également reçu pour le travail de Ryan Murphy) | |            |
| 2019  | Golden Globe Awards                     | Meilleure série télévisée dramatique                                                               | Pose                                                                                               | Nomination |
| 2019  | Golden Globe Awards                     | Meilleur acteur dans une série télévisée dramatique                                                | Billy Porter                                                                                       | Nomination |
| 2019  | Dorian Awards                           | Série télévisée dramatique de l'année                                                              | Pose                                                                                               | Lauréat    |
| 2019  | Dorian Awards                           | Performance de l'année à la télévision                                                             | Billy Porter                                                                                       | Lauréat    |
| 2019  | Dorian Awards                           | Série télévisée LGBTQ+ de l'année                                                                  | Pose                                                                                               | Lauréat    |
| 2019  | Dorian Awards                           | Performance musicale de l'année à la télévision                                                    | Billy Porter, Mj Rodriguez, & Our Lady J pour Home                                                 | Lauréat    |
| 2019  | Critics' Choice Television Awards       | Meilleure série télévisée dramatique                                                               | Pose                                                                                               | Nomination |
| 2019  | Critics' Choice Television Awards       | Meilleur acteur dans une série télévisée dramatique                                                | Billy Porter                                                                                       | Nomination |
| 2019  | Writers Guild of America Awards         | Meilleure nouvelle série télévisée                                                                 | Steven Canals, Brad Falchuk, Todd Kubrak, Janet Mock, Ryan Murphy, & Our Lady J                    | Nomination |
| 2019  | GLAAD Media Awards                      | Meilleure série télévisée dramatique                                                               | Pose                                                                                               | Lauréat    |
| 2019  | Peabody Awards                          | Excellence dans le domaine du divertissement                                                       | Pose                                                                                               | Lauréat    |
| 2019  | Academy of Television Arts and Sciences | Honoré par l'académie pour ces avancés sociales à travers la télévision                            | Pose                                                                                               | Lauréat    |
| 2019  | MTV Movie & TV Awards                   | Révélation de l'année                                                                              | Mj Rodriguez                                                                                       | Nomination |
| 2019  | Gold Derby Awards                       | Meilleure série télévisée dramatique                                                               | Pose                                                                                               | Nomination |
| 2019  | Gold Derby Awards                       | Meilleur épisode de série télévisée dramatique                                                     | Love Is the Message                                                                                | Nomination |
| 2019  | Gold Derby Awards                       | Meilleur épisode de série télévisée dramatique                                                     | Mother of the Year                                                                                 | Nomination |
| 2019  | Gold Derby Awards                       | Meilleur acteur dans une série télévisée dramatique                                                | Billy Porter                                                                                       | Lauréat    |
| 2019  | Gold Derby Awards                       | Meilleure actrice dans une série télévisée dramatique                                              | Mj Rodriguez                                                                                       | Nomination |
| 2019  | Gold Derby Awards                       | Meilleur acteur invité dans une série télévisée dramatique                                         | Christopher Meloni                                                                                 | Nomination |
| 2019  | Gold Derby Awards                       | Meilleur ensemble                                                                                  | The cast of Pose                                                                                   | Nomination |
| 2019  | Primetime Emmy Awards                   | Meilleure série télévisée dramatique                                                               | Pose                                                                                               | Nomination |
| 2019  | Primetime Emmy Awards                   | Meilleur acteur dans une série télévisée dramatique                                                | Billy Porter                                                                                       | Lauréat    |
| 2019  | Primetime Creative Arts Emmy Awards     | Meilleur casting pour une série télévisée dramatique                                               | Alexa L. Fogel                                                                                     | Nomination |
| 2019  | Primetime Creative Arts Emmy Awards     | Meilleure coiffure pour une série à caméra unique                                                  | Chris Clark, Barry Lee Moe, Jameson Eaton, Mia Neal, Tim Harvey, & Sabana Majeed                   | Nomination |
| 2019  | Primetime Creative Arts Emmy Awards     | Meilleur maquillage pour une série à caméra unique                                                 | Sherri Laurence, Nicky Pattison Illum, Chris Milone, Deja Smith, Lucy O'Reilly, & Andrew Sotomayor | Nomination |
| 2019  | Primetime Creative Arts Emmy Awards     | Meilleure costumes historiques                                                                     | Lou Eyrich, Analucia Mcgorty, Amy Ritchings, & Kevin Ritter                                        | Nomination |
| 2019  | Primetime Creative Arts Emmy Awards     | Meilleur format court documentaire ou téléréalité                                                  | Pose: Identity, Family Community (Inside Look)                                                     | Lauréat    |
| 2020  | Golden Globes                           | Meilleur acteur dans une série dramatique                                                          | Billy Porter                                                                                       | Nomination |
| 2020  | Primetime Emmy Awards                   | Meilleur acteur                                                                                    | Billy Porter                                                                                       |            |